# Huntington (Texas)
Huntington város az USA Texas államában, Angelina megyében. Lakosainak száma 2025 fő (2020. április 1.).

## Népesség
A település népességének változása:

| 2010 | 2 118 |
| 2020 | 2 025 |